# متئو کاسیرا
زندر متئو کاسیرا کبزاس (اسپانیایی: Zander Mateo Cassierra Cabezas‎؛ زادهٔ ۱۳ آوریل ۱۹۹۷) بازیکن فوتبال اهل کلمبیا است.

## باشگاهی
از باشگاه‌هایی که در آن بازی کرده‌است می‌توان به دیپورتیوو کالی، آژاکس و خرونینگن اشاره کرد.